# Xylophanes norfolki
Xylophanes norfolki är en fjärilsart som beskrevs av Kernbach 1962. Xylophanes norfolki ingår i släktet Xylophanes och familjen svärmare. Inga underarter finns listade i Catalogue of Life.